# The Director's Cut
The Director's Cut är ett musikalbum av den amerikanska musikgruppen Fantômas. Albumet är ett konceptalbum som innehåller olika covers på filmmusik och utgavs juni 2001 av skivbolaget Ipecac Recordings.

## Låtförteckning
1. "The Godfather" (Nino Rota-cover) – 2:46
2. "Der Golem" (Karl Ernst Sasse-cover) – 2:38
3. "Experiment in Terror" (Henry Mancini-covier) – 2:40
4. "One Step Beyond" (Harry Lubin-cover) – 2:58
5. "Night of the Hunter (Remix)" (Walter Schumann-cover) – 0:58
6. "Cape Fear" (Bernard Herrmann-cover) – 1:48
7. "Rosemarys Baby" (Krzysztof Komeda-cover) – 3:20
8. "The Devil Rides Out (Remix)" (James Bernard-cover) – 1:38
9. "Spider Baby" (Ronald Stein-cover) – 2:26
10. "Omen (Ave Satani)" (Jerry Goldsmith-cover) – 1:49
11. "Henry: Portrait of a Serial Killer" (Robert McNaughton-cover) –  3:08
12. "Vendetta" (John Barry-cover) – 1:59
13. Utan titel – 0:04
14. "Investigation of a Citizen Above Suspicion" (Ennio Morricone-cover) – 4:00
15. "Twin Peaks: Fire Walk with Me" (Angelo Badalamenti-cover) – 3:28
16. "Charade" (Henry Mancini-cover) – 3:04

## Medverkande
Fantômas
- Mike Patton – sång, keyboard, melodika, arrangering
- Dave Lombardo – trummor
- Buzz Osborne – gitarr
- Trevor Dunn – basgitarr

Produktion
- Mike Patton – producent, omslagskonst
- S. Husky Höskul – ljudtekniker
- Magnum D.I., Toji-Division, Desmond Shea, DJ Klinger and Radar – assisterande ljudtekniker
- George Horn – mastering
- Martin Kvamme – omslagskonst
- Kai Myhre – foto